# Stadtspital Waid

Luftbild Kurhaus Waid aus 100 m von Walter Mittelholzer (1931)

Das Stadtspital Waid oder Waidspital ist ein Krankenhaus im Kanton Zürich und eine Dienstabteilung des Gesundheits- und Umweltdepartements der Stadt Zürich.

## Lage
Das 1953 eröffnete Stadtspital Waid liegt auf dem Gebiet der Stadtquartiere Wipkingen und Höngg (Kreis 10).
Im Vergleich zur Innenstadt liegt der Spitalkomplex (493 m ü. M.) rund 90 Meter über dem Niveau des Zürichsees, im Norden des Stadtzentrums, am südlichen Höhenzug des Käferbergs.

## Einzugsgebiet

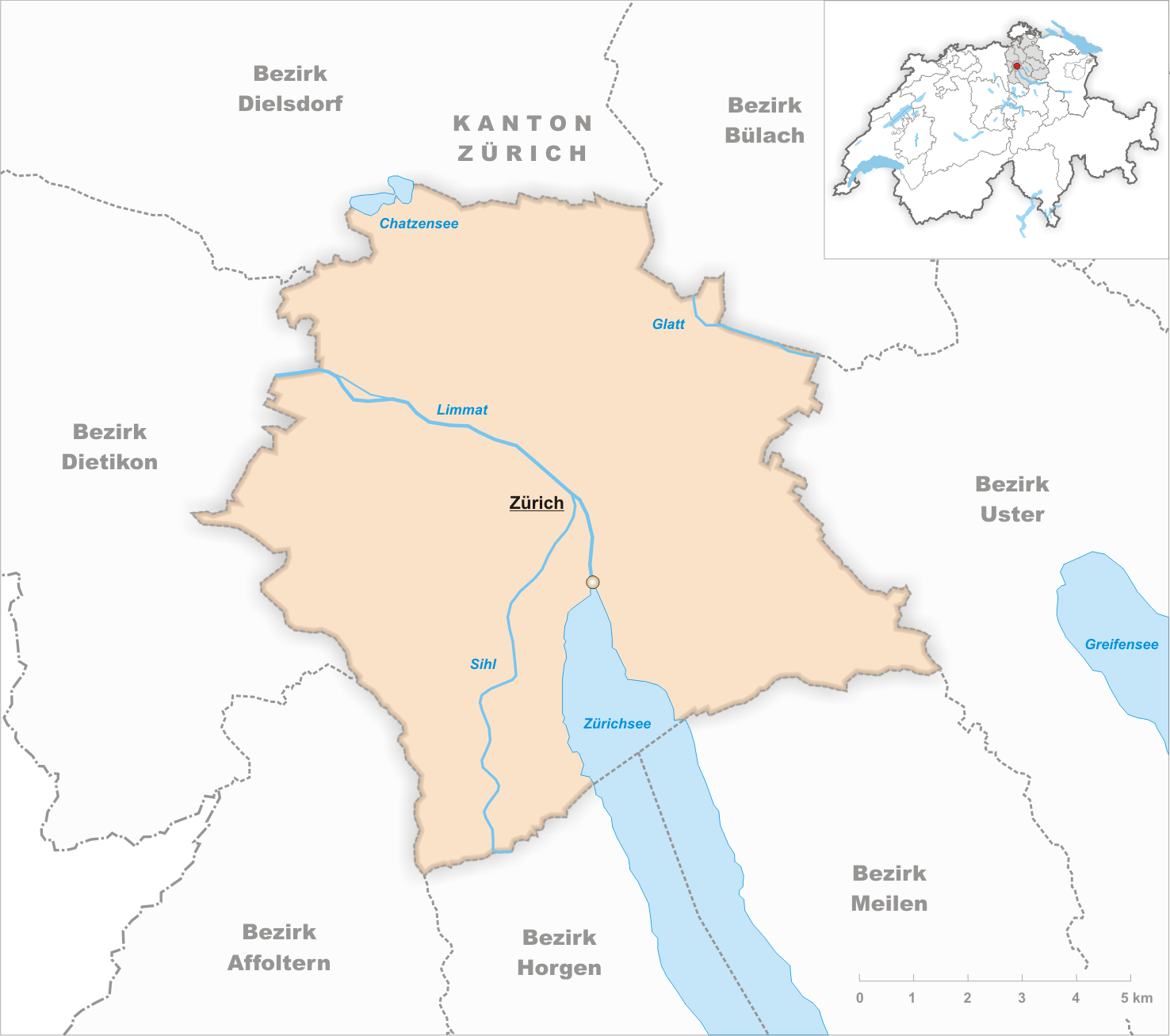
Einzugsgebiet mit Stadt Zürich und rechts der Limmat angrenzenden Gemeinden

Das Einzugsgebiet umfasst die Stadt Zürich rechts der Limmat und einige angrenzende Gemeinden rechts von Zürichsee und Limmat. Der Leistungsauftrag des Kantons Zürich verpflichtet das Stadtspital Waid zur erweiterten Grundversorgung in der Spitalregion Zürich-Nord, in der rund 180 000 (Stand April 2008) Personen leben.

## Organisation
Das Stadtspital Waid ist ein öffentliches Akutspital für alle Versicherungsklassen des KVG.
Im Berichtsjahr 2007 ist die Anzahl der stationär versorgten Patienten auf 9'124 Behandelte angestiegen. Die durchschnittliche Aufenthaltsdauer sank im Vorjahresvergleich um 0,5 Tage von 11.4 auf 10,9 Tage, bei total 97’235 Pflegetagen (Zunahme 0,9 %). Die Bettenauslastung lag mit 88,7 Prozent über der schon hohen Auslastung des Vorjahres (88,0 %). Von den insgesamt 300 betriebenen Betten waren durchschnittlich 267 Betten belegt.

## Kliniken und Institute
Dem Spitalkomplex sind drei Kliniken, zwei Institute sowie die sogenannten Therapeutischen Dienste und spitalinterne Abteilungen angegliedert.
Mit Abschluss der baulichen Gesamtsanierung wurde im Sommer 2007 unter anderem ein Magnetresonanztomograph (MRT) im Institut für Radiologie und Nuklearmedizin in Betrieb genommen.

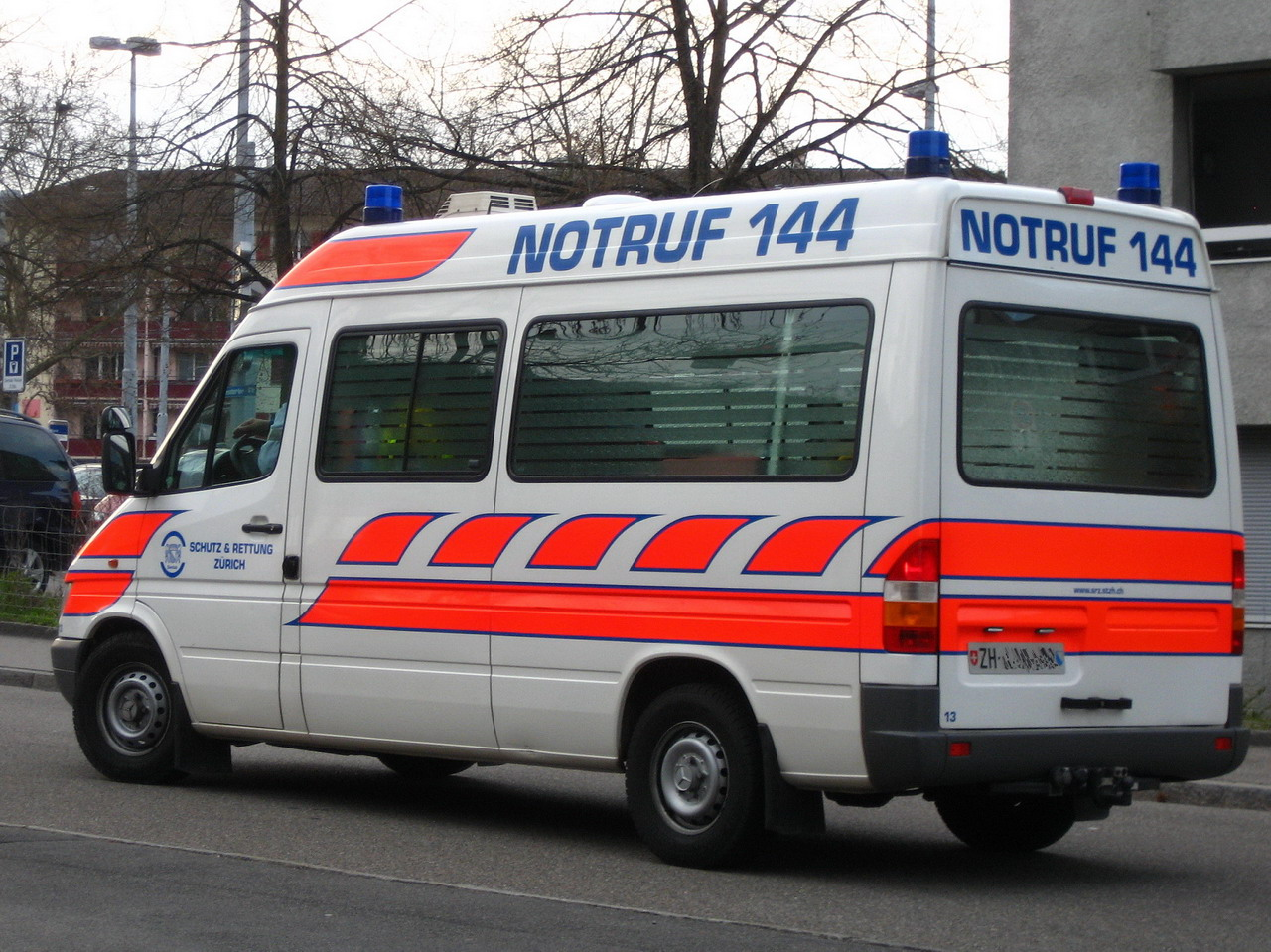
Sanität Zürich (SRZ), Rettungswagen

Seit Abschluss der Gesamtsanierung 2008 bietet das Stadtspital Waid eine moderne Infrastruktur für seine Patienten und auch für die Mitarbeiter.

### Kliniken
- Innere Medizin
- Chirurgie
- Akutgeriatrie

### Institute
- Anästhesiologie
- Radiologie und Nuklearmedizin

### Therapeutische Dienste
- Physiotherapie
- Ergotherapie
- Logopädie
- Ernährungsberatung
- Akupunktur

### Weitere Bereiche
- Ambulante Leistungen
- Krankenpflege
- Spitalapotheke
- Konsiliarärzte
- Hausärzte
- Zentrallabor

## Menschen und Berufe im Stadtspital Waid
Rund 1'000 Mitarbeitende sorgen für das Wohlergehen der Patienten und den Betrieb (Wartung/Technik/Verwaltung) des Waidspitals.
Das Stadtspital Waid ist im Rahmen des Bildungsauftrags ein sogenanntes Ausbildungsspital, mit Ausbildungsangeboten, Lehrstellen und Praktikumsplätzen im Bereich Pflege, im therapeutischer Dienst, in der Medizintechnik, der ärztlichen Ausbildung sowie in der Verwaltung und den betrieblichen Diensten.
Berufliche Fort- und Weiterbildung ist in den Arbeitsbereichen Medizin und Pflege möglich.

## Gebäude
Das Stadtspital Waid befindet sich auf der Terrasse des Waidberghangs, die Personalhäuser liegen etwa 500 Meter östlich des Spitalkomplexes an der Tiechestrasse und verbinden sich mit diesem zu einer lockeren städtebaulichen Einheit. Die Bauten des Spitalkomplexes sind längs der Strasse gestaffelt angeordnet und der topografischen Situation angepasst, und die Untergeschosse sind entsprechend auf der Talseite drei-, auf der Hangseite zweigeschossig angelegt. Durch die Längsbauweise der Häuser ist der Garten und Ruhebereich der Patienten von der Tiechestrasse räumlich und akustisch getrennt.
In baugeschichtlicher Hinsicht sind die Bauten des Waidspitals typische Vertreter der Nachkriegsarchitektur. Charakteristisch ist die gestaffelte Anordnung, die den Aussenraum einbezieht und unterschiedliche Gartenbereiche definiert.
Die unspektakulären Satteldachbauten offenbaren bei näherer Betrachtung eine sorgfältige Detailgestaltung: Hell gestrichene, feingliedrige Balkongeländer, weiss gerahmte Fassadenöffnungen, weiss-blau gefasste Holzfenster, ebenso die Gestaltung der Eingangsbereiche und im Innern. Mit einem Farbkonzept und wechselnden Oberflächenmaterialien wurde versucht, mit einfachen Mitteln ein freundliches, wohnliches Ambiente zu schaffen.
Die Personalhäuser waren an Teil des im Jahr 1946 ausgeschriebenen Projektwettbewerbs für das Stadtspital Waid. Sie sollten vom eigentlichen Spitalgebäude räumlich klar getrennt sein und wurden in zwei Bauetappen in den Jahren 1953 und 1957 realisiert.
Bis ins Jahr 2006 standen die vier Personalhäuser des Stadtspitals unter Denkmalschutz. Der Ausbaustandard galt als veraltet und ein Grossteil der kleinen Wohneinheiten war fremd vermietet. Aufgrund baulicher Mängel und einer Nutzungsstudie wurde vom Stadtrat beantragt, die Personalhäuser aus dem Inventar der kunst- und kulturhistorischen Schutzobjekte von kommunaler Bedeutung zu streichen und diese durch ein neues Personalhaus an einem Standort in unmittelbarer Spitalnähe zu ersetzen.

## Geschichte

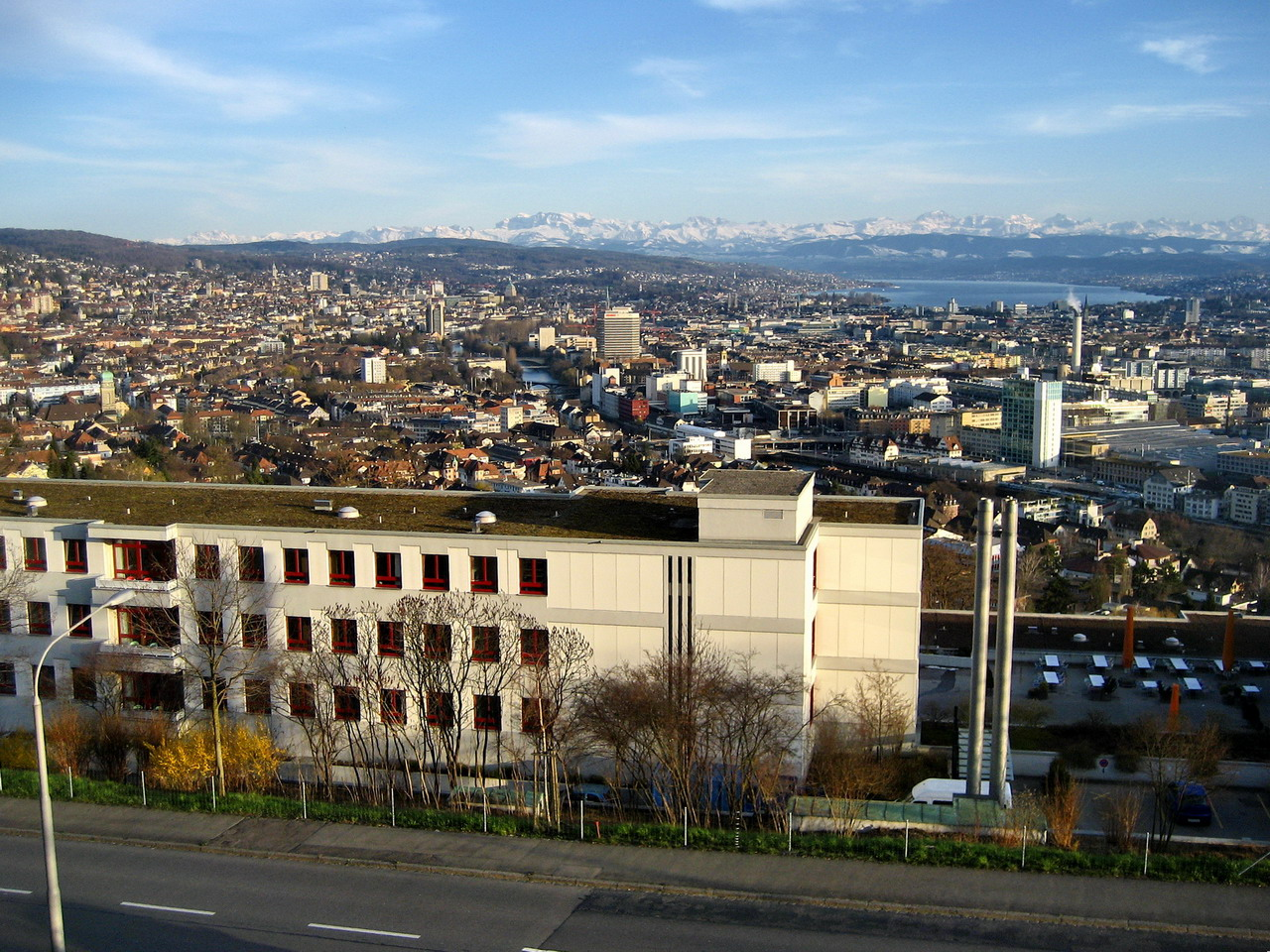
Waidberg, Sicht über das Pflegezentrum Käferberg (Waidspital links anschliessend), Innenstadt, Zürichsee und Glarner Alpen

Der Ursprung der beiden Stadtspitäler Waid und Triemli geht auf die grosse Spitalbettennot zurück, die in der ersten Hälfte des 20. Jahrhunderts unhaltbare Ausmasse annahm. Nachdem über mehrere Jahrzehnte hinweg keine politische Einigung möglich war, übernahm die Stadt Zürich mit den zwei schweizweit einmaligen Grossprojekten die Initiative.
Die Häuser Zur Waid dienten seit 1907 als Krankenheim. Im Jahr 1918 wurde das alte Waidgut zum städtischen Krankenheim umgebaut und 1962/63 durch das heutige Pflegezentrum Käferberg ersetzt.
Zur Versorgung der Region Zürich Nord eröffnete 1953 das Stadtspital Waid (heute 261 Betten), 1970 folgte  für die Bevölkerung links der Limmat das Stadtspital Triemli, das zudem auch überregionale Dienstleistungen erbringt (heute 555 Betten).